# 尼克羅
尼克羅是古巴的城鎮，属格拉瑪省，始建於1825年，面積582平方公里，海拔高度5米，2004年普查人口總數為41,252人，人口密度為每平方公里70.9人。